# Macrones purpureipes
Macrones purpureipes là một loài bọ cánh cứng trong họ Cerambycidae.